# Contea di Traill
La contea di Traill in inglese Traill County è una contea dello Stato del Dakota del Nord, negli Stati Uniti. La popolazione al censimento del 2000 era di 8 477 abitanti. Il capoluogo di contea è Hillsboro.